# Lichtensteig
Lichtensteig ist eine Kleinstadt und politische Gemeinde im Kanton St. Gallen (Schweiz) im Wahlkreis Toggenburg.

## Geographie

Historisches Luftbild von Werner Friedli von 1946

Blick hinab auf Lichtensteig, neben Wohnhäusern und der Kirche sind auch der Bahnhof und die Thurbrücke zu sehen, 1904

Lichtensteig liegt an der Thur, zwischen Wil SG und Wattwil.
Die Nachbargemeinden sind Neckertal, Bütschwil-Ganterschwil und Wattwil.

## Geschichte
Lichtensteig wurde erstmals 1228 urkundlich als ein befestigter Ort der Grafen von Toggenburg mit Namen Liehtvnsteige erwähnt. Die Geschichte Lichtensteigs ist eng mit der Geschichte der Burg Neu-Toggenburg verbunden. 1310 wurde erstmals ein Schultheiss aus Lichtensteig erwähnt. 1400 stellte Graf Donat Lichtensteig erstmals einen Freiheitsbrief aus. Durch diesen und weitere Briefe erlangte Lichtensteig Stadtrechte und einen eigenen Markt, eine eigene Verwaltung, ein eigenes Gericht und das Münzrecht. Damals hatte das Städtchen 400 Einwohner. Regiert wurde es von einem Zwölferrat, wobei sechs Räte von den Bürgern jährlich zur Maiengemeinde gewählt wurden. Die anderen sechs Räte bestellte der Landesherr. Der Schultheiss wurde auf Vorschlag des Rates vom Landesherrn bestimmt. 1425 wurde eine Stadtschule erwähnt. 1435 errichtete der letzte Graf von Toggenburg im Städtchen eine Kirche. Von 1531 bis 1967 benutzten Katholiken und Protestanten die gleiche Kirche. Nach dem Alten Zürichkrieg kaufte Fürstabt Ulrich Rösch von St. Gallen 1468 die Grafschaft Toggenburg und damit Lichtensteig. Lichtensteig wurde Sitz des Landvogts der Fürstabtei St. Gallen. Als erster Landvogt wurde der Lichtensteiger Albrecht Miles ernannt. 1469 bestätigte der Abt die Freiheitsbriefe. Bis 1798 residierten die toggenburgischen Landvögte des Klosters St. Gallen in Lichtensteig. In Lichtensteig versammelten sich der toggenburgische Landrat, das Landgericht und der Kriegsrat, ab 1529 auch die reformierte Synode, nachdem 1524 die Mehrheit der Bürger sich der Reformation angeschlossen hatte. 1652 wurde erstmals ein Landschiessen in Lichtensteig urkundlich erwähnt, das älteste Freischiessen der Schweiz.
Am 1. Februar 1798 erklärte der letzte Landvogt Karl Müller-Friedberg das Toggenburg für frei, ohne den Abt in St. Gallen vorher zu konsultieren. Für drei Monate war Lichtensteig Hauptort eines Toggenburger Freistaats. Im gleichen Jahr kam das Städtchen an den Kanton Säntis. 1803 wurde Lichtensteig Bezirkshauptort im neuen Kanton St. Gallen.
1870 nahm die Toggenburgerbahn Wil–Ebnat ihren Betrieb auf. Der Bahnhof Lichtensteig auf dem Gebiet der politischen Gemeinde Wattwil wurde durch den Bau der Bodensee-Toggenburg-Bahn 1910 zum Verkehrsknotenpunkt.
1967 errichtete die reformierte Gemeinde eine eigene Kirche, 1970 die katholische. Damit wurde die gemeinsame Nutzung des alten Gotteshauses nach 430 Jahren beendet. Die 1868 errichtete paritätische Kirche wurde 1968 abgebrochen. 1868 wurden die beiden konfessionell getrennten Schulen zu einer Schule vereint.
Die frühere UBS-Filiale in Lichtensteig, gegründet als Toggenburger Bank im Jahr 1863, ist Ursprung der heute grössten Bank der Schweiz – in dem Gebäude befindet sich heute die Stadtverwaltung.
1874 wurden die Ortschaften Hof, Loreto und Blatten von der Gemeinde Oberhelfenschwil auf Lichtensteig übertragen.
Im Januar 2023 wurde Lichtensteig mit dem Wakkerpreis ausgezeichnet.

## Bevölkerung
| Jahr      | 1910 | 1960 | 1990 | 2010 | 2019 | 2022 |
| Einwohner | 1536 | 2032 | 2046 | 1924 | 1896 | 1960 |

## Politik

### Stadtpräsident
Stadtpräsident ist Mathias Müller (Die Mitte).

### Gemeindepartnerschaft
Seit 1978 besteht eine Gemeindepartnerschaft zwischen Lichtensteig und Adelberg in Baden-Württemberg, die 1991 erneuert und bekräftigt wurde. Volknand von Staufen aus dem Geschlecht der Toggenburger hatte auf eigenem Besitz im Schwäbischen 1178 das Kloster Adelberg gegründet.

## Verkehr und Wirtschaft

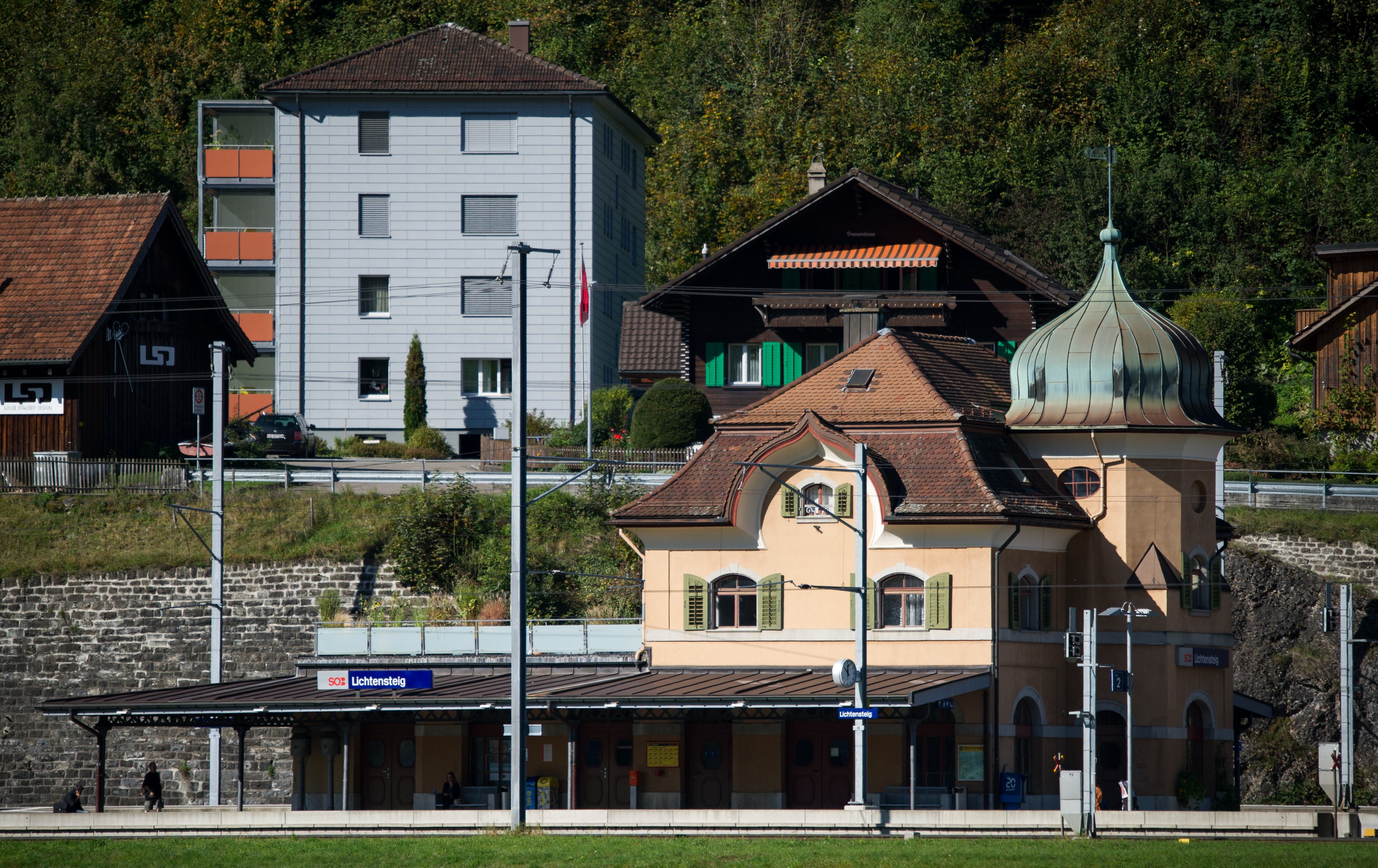
Als 1910 die BT eröffnet wurde, bekam Lichtensteig einen neuen Bahnhof

Lichtensteig liegt an der Hauptstrasse 16, die Wil und Wildhaus verbindet; eine Umfahrungsstrasse, als Autostrasse klassiert, entlastet die Stadt vom Transitverkehr. Sie liegt auch an der Hauptstrasse 8 (St. Gallen–Schwyz) und ist damit der Ausgangspunkt der Strasse über den Wasserfluhpass nach Brunnadern im Neckertal.
Seit am 24. Juni 1870 die Toggenburgerbahn auf der Strecke Wil–Ebnat-Kappel den Betrieb aufnahm, ist Lichtensteig mit dem auf Wattwiler Gemeindegebiet liegenden Bahnhof von der Eisenbahn erschlossen. Als die Bodensee-Toggenburg-Bahn (BT) am 1. Oktober 1910 die Strecke Romanshorn–St. Gallen–Wattwil eröffnete, wurde der Bahnhof durch einen etwas südöstlicher gelegenen Keilbahnhof ersetzt. Das Stationsgebäude des ersten Bahnhofs ist erhalten geblieben. Lichtensteig wird von den Linien S 2, S 4 und S 9 der S-Bahn St. Gallen bedient. Die Linie St. Gallen–Wattwil–Nesslau-Neu St. Johann mit dem Wasserfluhtunnel Lichtensteig–Brunnadern und dem Bahnhof Lichtensteig steht heute im Eigentum der Südostbahn (SOB). Die Strecke Wil–Lichtensteig gehört den SBB.
Der zwischen Lichtensteig und Ebnat-Kappel verkehrende Ortsbus des Busbetriebs Lichtensteig–Wattwil–Ebnat-Kappel (BLWE) verbindet das Städtchen mit Wattwil. Ein Postautokurs führt vom Bahnhof Lichtensteig nach Krinau.

### Wirtschaft
Überregional bekannt ist die Firma Kägi Söhne AG, vor allem durch ihr Produkt Kägi fret.

## Sehenswürdigkeiten
Die Gemeinde hat eine mittelalterliche Altstadt («Städtli»). Die ältesten Häuser, die auch Teil der Stadtmauer sind, werden auf die erste Hälfte des 15. Jahrhunderts datiert. Seit 2016 gehört Lichtensteig zum Verein Die schönsten Schweizer Dörfer.
Das auffälligste moderne Baudenkmal ist die katholische Kirche St. Gallus (1968–1970) von Walter M. Förderer. Sie steht auf einem Hügel oberhalb der Altstadt und ist ein bedeutendes Beispiel des Betonbaus im Schweizer Kirchenbau der 60er Jahre.

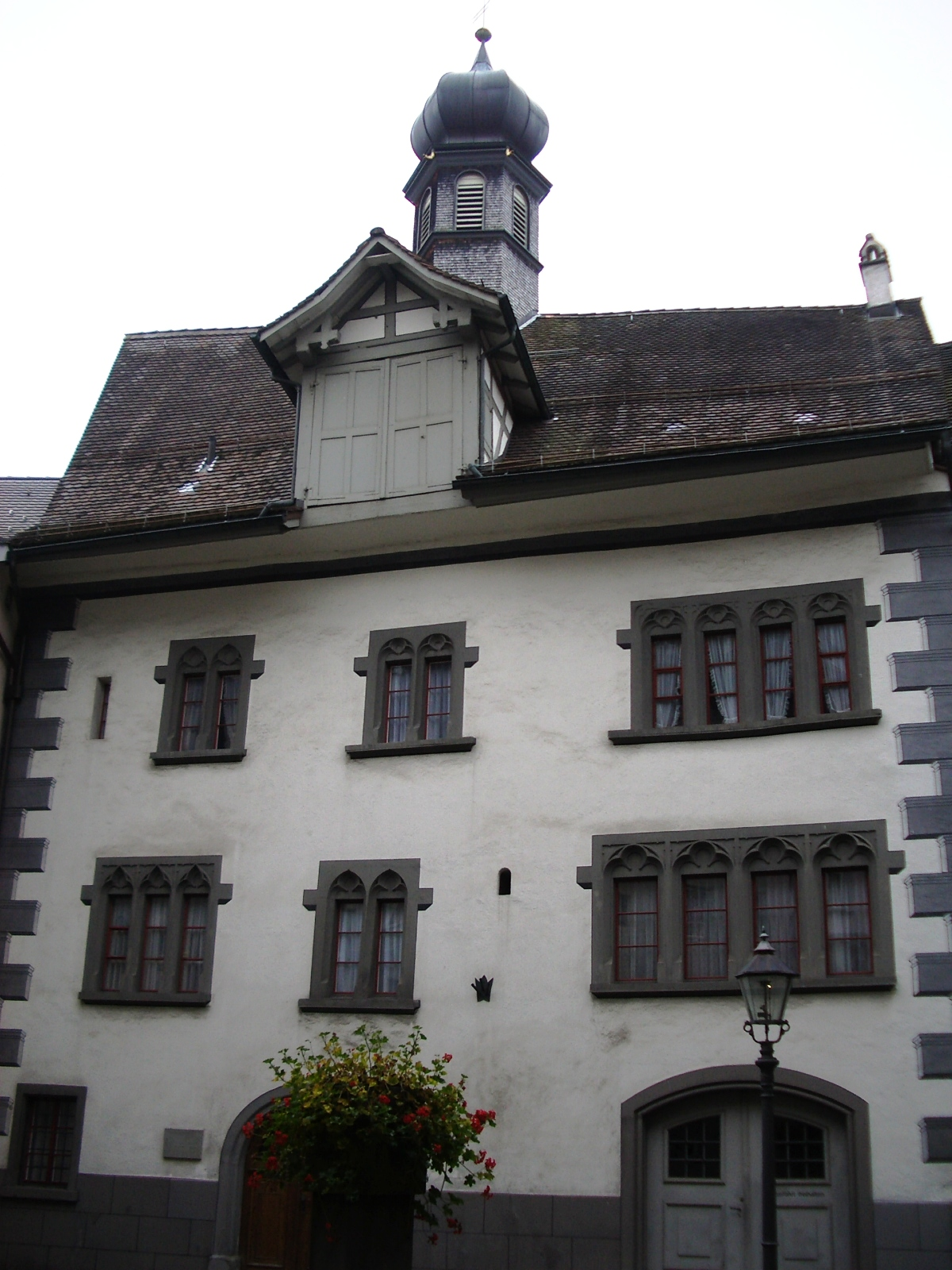
Altes Rathaus 15. Jh.
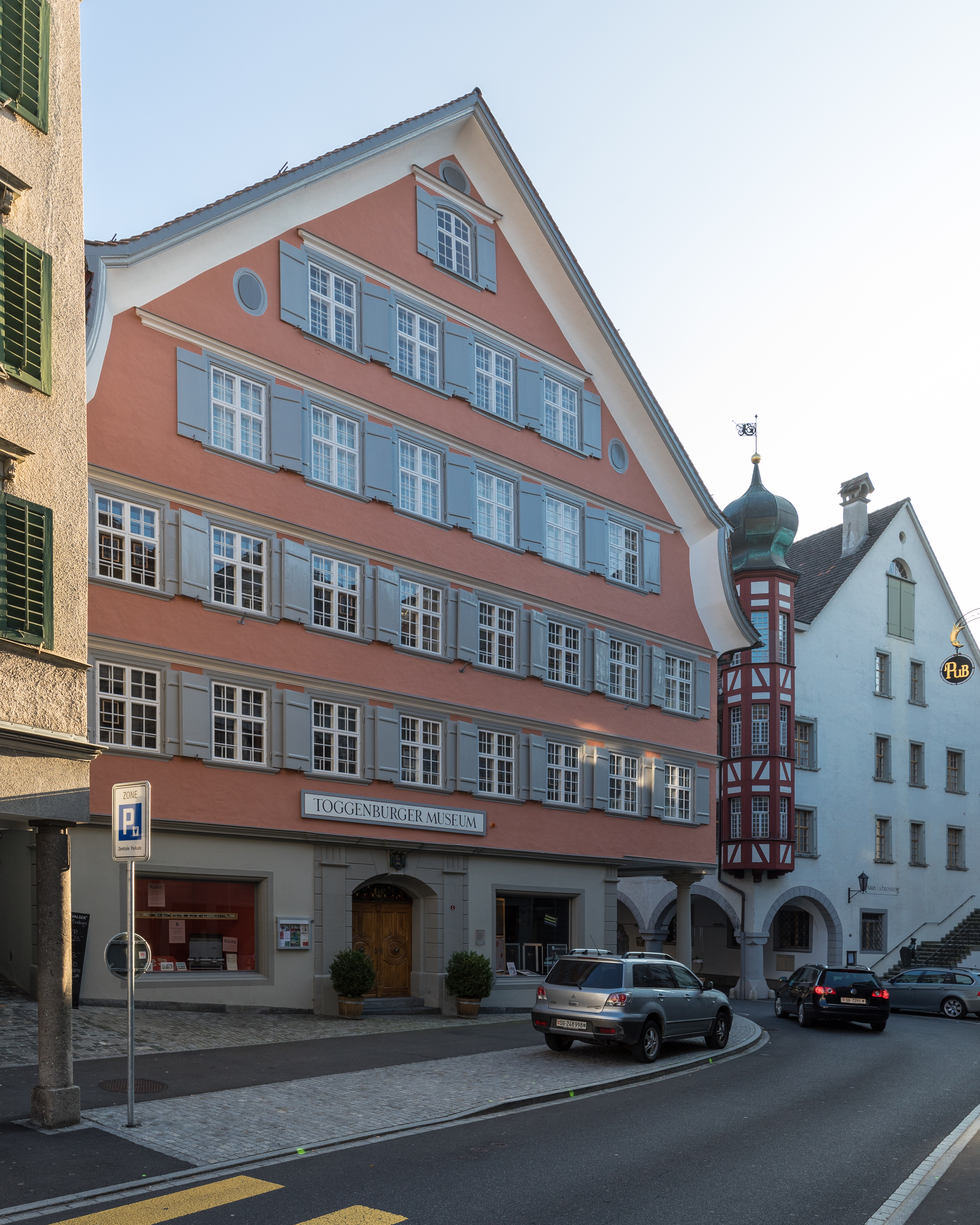
Toggenburger Museum
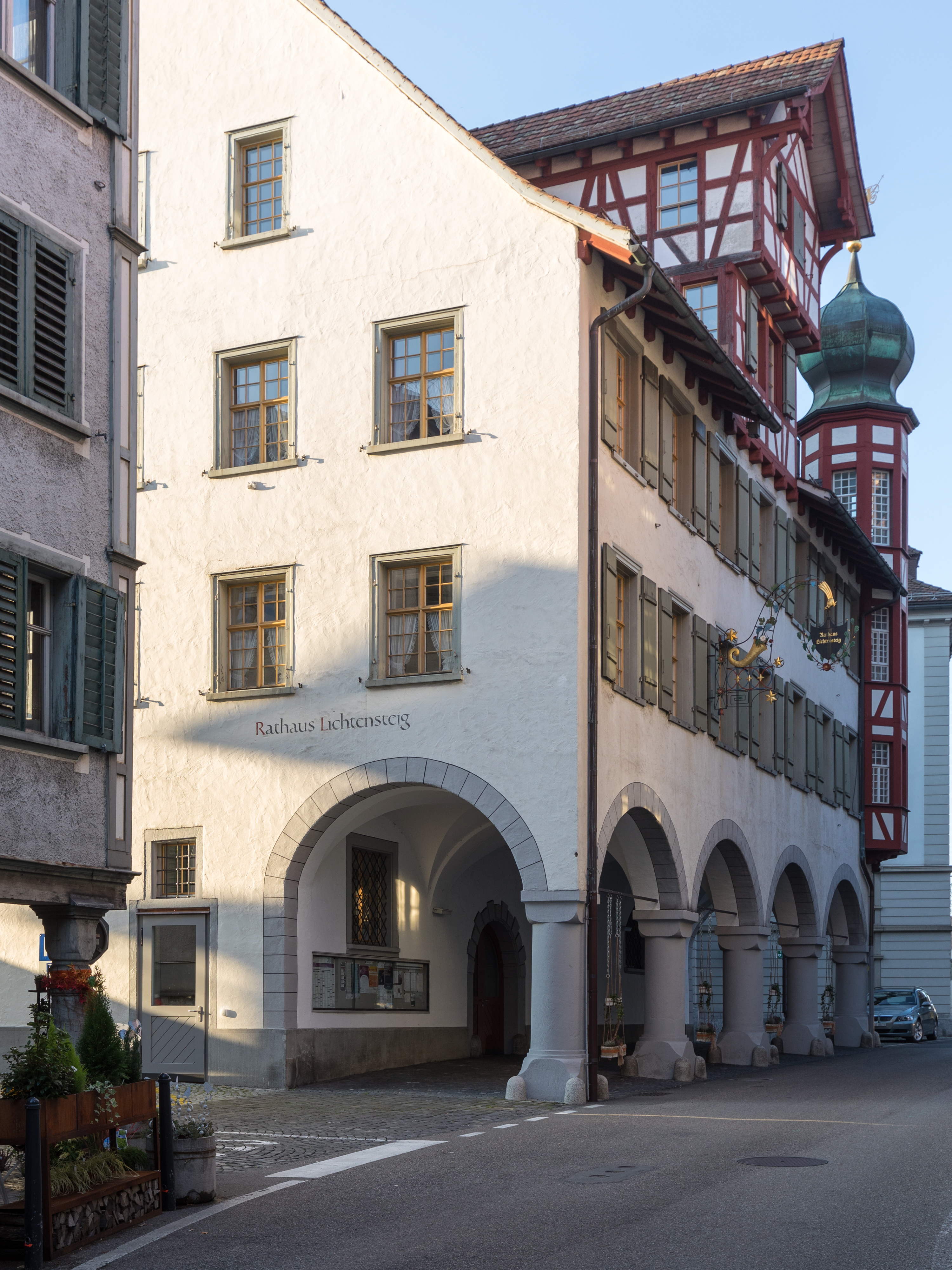
Rathaus Lichtensteig
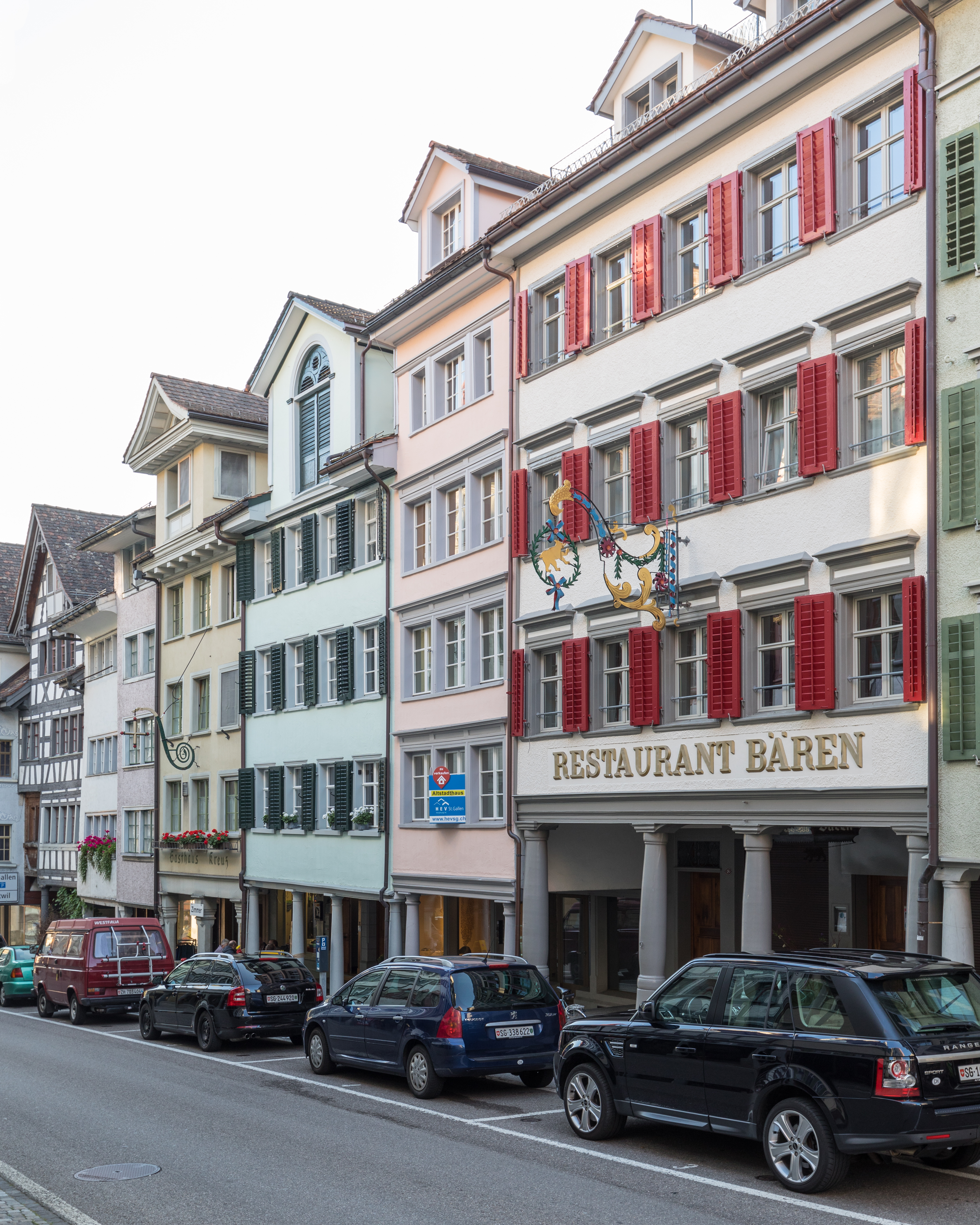
Hauptgasse in Lichtensteig
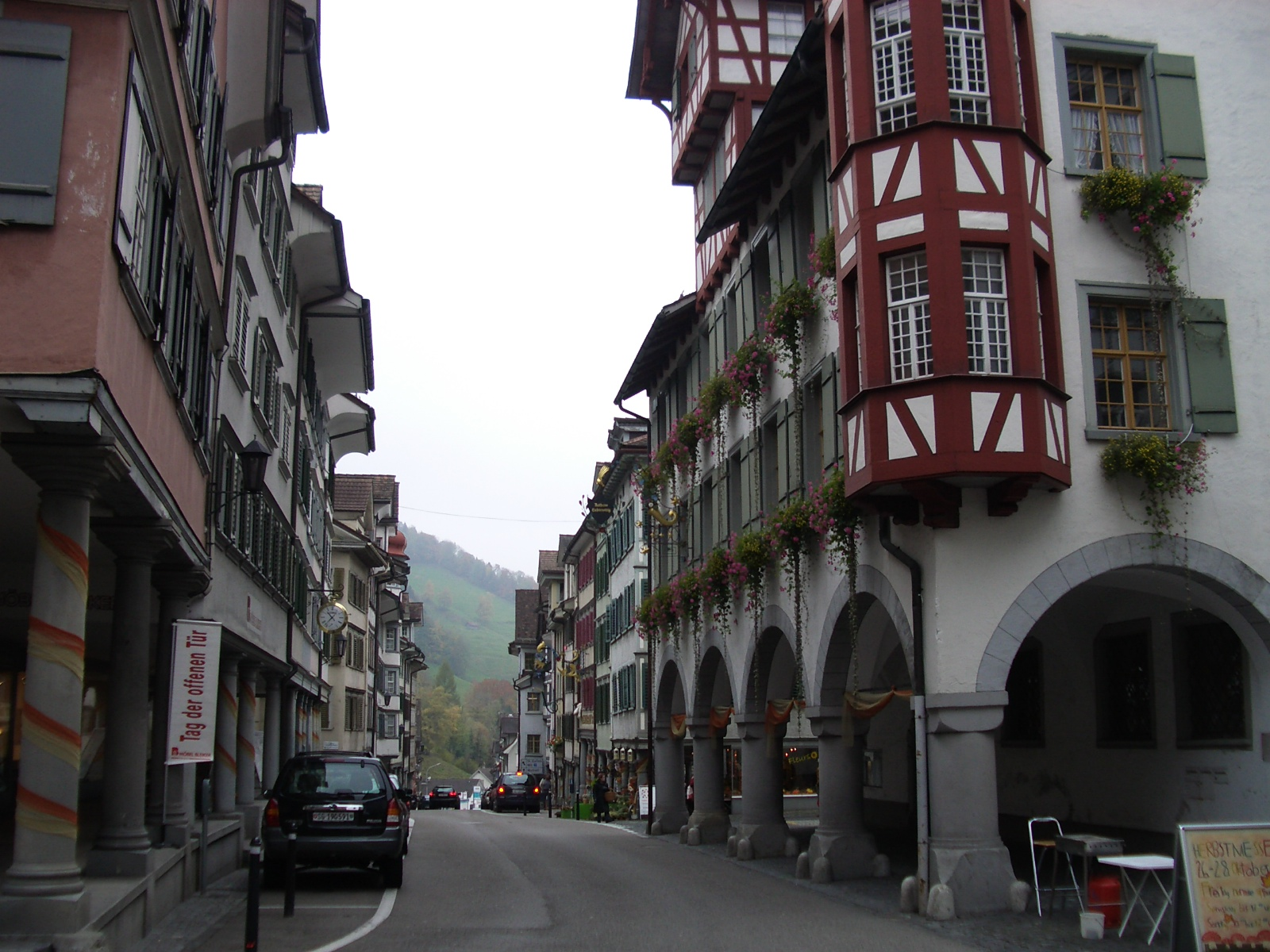
Hauptgasse mit Rathaus
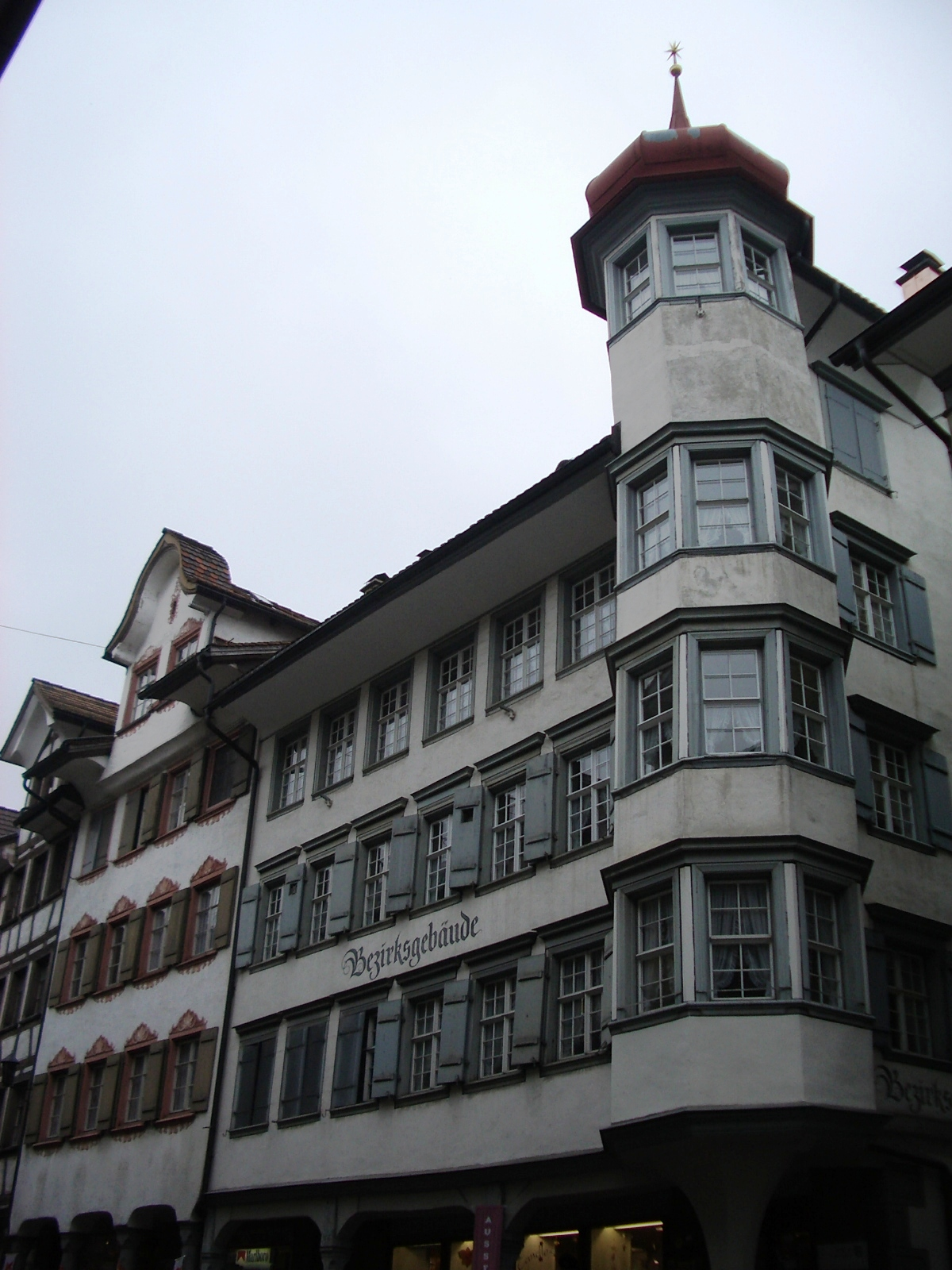
Bezirksgebäude
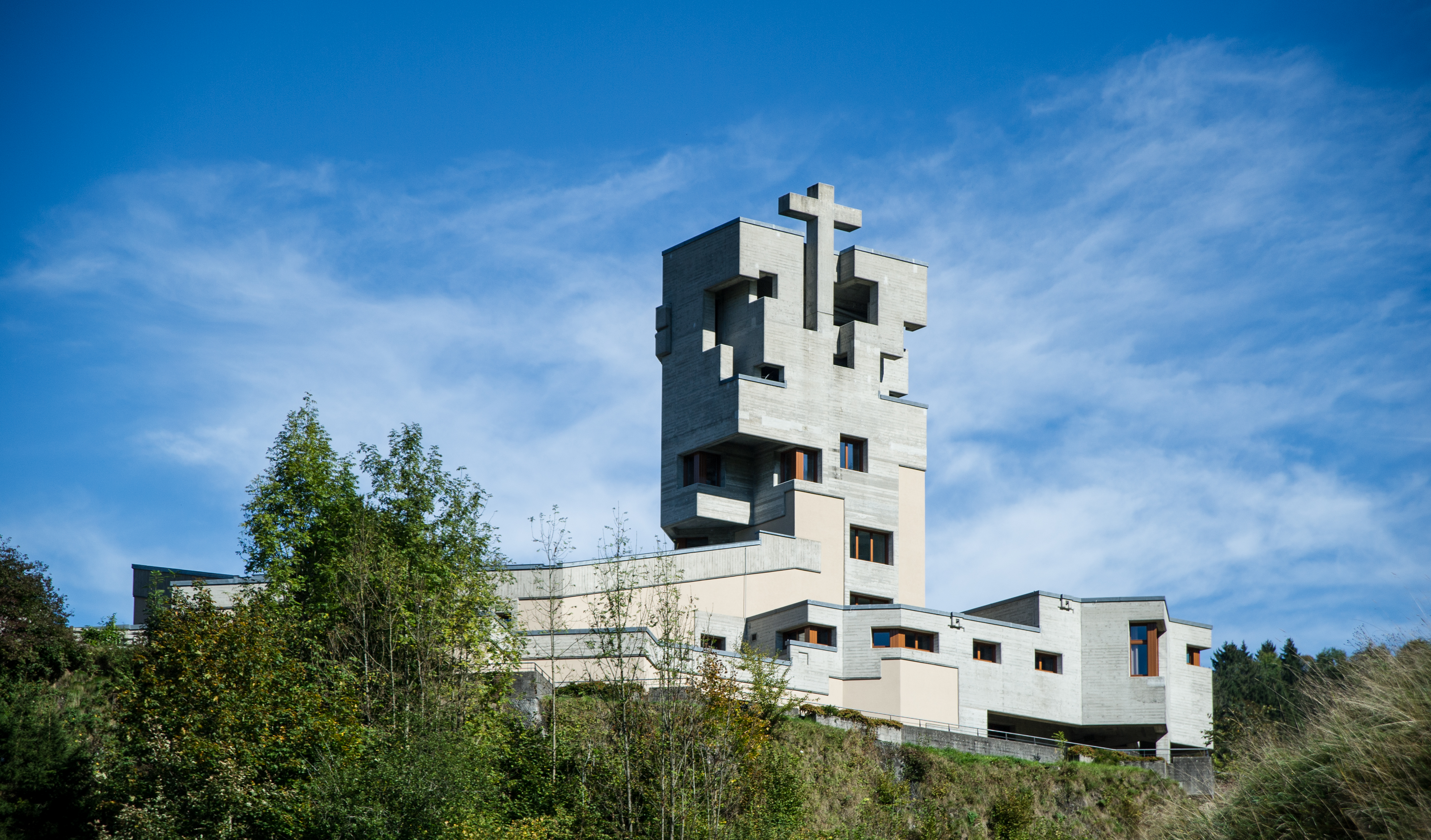
Katholische Kirche St. Gallus

## Kultur
Jeweils im August finden die Jazztage, das grösste Jazzfestival der Ostschweiz, in Lichtensteig statt. Im September findet der Schweizerische Photoflohmarkt statt. Das Chössi-Theater beim Bahnhof befindet sich auf dem Gebiet der Nachbargemeinde Wattwil.

## Persönlichkeiten
- Jost Bürgi (1552–1632), veröffentlichte 1620 die erste Berechnungsmethode für den Logarithmus
- Josef Germann (1658–1724), Landweibel im Toggenburg, opponierte im Zweiten Villmergerkrieg gegen die Fürstabtei St. Gallen
- Johann Ulrich Giezendanner (1686–1738), Goldschmied und Pietist, Auswanderer nach South Carolina
- Basilius Germann (1727–1794), Benediktiner, Bibliothekar und Archivar im Kloster Rheinau
- Beat Ludwig Walthard (1743–1802), Verleger
- Friedrich Bernhard Jakob Lutz (1785–1861), Oberfeldarzt der Armee und Politiker
- Johann Jacob Rietmann (1815–1867), Pfarrer und Ehrenbürger in Lichtensteig
- Fritz Meyer-Fierz (1847–1917), Unternehmer, Mäzen und Kunstsammler
- Johann Jakob Frey (1858–1925), Journalist und Politiker
- Paul Altherr (1870–1928), Maler
- Albert Edelmann (1886–1963), Lehrer, Maler und Förderer von lokalem Volks- und Kulturgut
- Paul Staerkle (1892–1977), Archivar und Autor
- Klara Fehrlin (1895–1985), Malerin, Bildhauerin und Kunstgewerblerin
- Max Rychner (1897–1965), Journalist und Schriftsteller, aufgewachsen in Lichtensteig
- Traugott Stauss (1898–1952), Grafiker, Innenarchitekt, Möbeldesigner und Bühnenbildner
- Paula Rueß (1902–1980), deutsche Widerstandskämpferin in der Résistance
- Walter Grob (1928–2014), Akkordeonist und Komponist der Schweizer Volksmusik
- Eugen Kägi (1928–2025), Unternehmer und Politiker, Ehrenbürger
- Peter Rutz (* 1941), Philosoph und katholischer Theologe
- Hans-Ulrich Scherrer (* 1942), Generalstabschef der Schweizer Armee von 1998 bis 2002
- Rita Roos (* 1951), Juristin, Politikerin und Regierungsrätin des Kantons St. Gallen von 1996 bis 2000
- Wolfgang Sieber (* 1954), Organist, Arrangeur, Komponist, Pianist und Kantor